# 零口戰鬥
零口戰鬥發生於1925年7月13－15日，地點則是在中國陝西是北洋政府時期內戰之一。交戰原因為陝西督辦吳新田不服北洋政府，舉兵自立。戰鬥末了，北洋政府馮玉祥所屬國民軍攻佔陝西零口據點（临潼县今西安临潼区零口一带），準備攻佔西安。